# Municipio de Swanville
El municipio de Swanville (en inglés: Swanville Township) es un municipio ubicado en el condado de Morrison en el estado estadounidense de Minnesota. En el año 2010 tenía una población de 517 habitantes y una densidad poblacional de 5,37 personas por km².

## Geografía
El municipio de Swanville se encuentra ubicado en las coordenadas 45°53′47″N 94°34′31″O / 45.89639, -94.57528. Según la Oficina del Censo de los Estados Unidos, el municipio tiene una superficie total de 96.27 km², de la cual 91,79 km² corresponden a tierra firme y (4,65 %) 4,48 km² es agua.

## Demografía
Según el censo de 2010, había 517 personas residiendo en el municipio de Swanville. La densidad de población era de 5,37 hab./km². De los 517 habitantes, el municipio de Swanville estaba compuesto por el 99,03 % blancos, el 0,19 % eran afroamericanos, el 0,19 % eran de otras razas y el 0,58 % eran de una mezcla de razas. Del total de la población el 3,09 % eran hispanos o latinos de cualquier raza.